# Живоинович, Слободан
Слобода́н Живои́нович (серб. Слободан Живојиновић; р. 23 июля 1963, Белград, Социалистическая Федеративная Республика Югославия) — югославский сербский профессиональный теннисист. Бывшая первая ракетка мира в парном разряде, победитель Открытого чемпионата США 1986 года в мужском парном разряде (с Андресом Гомесом), победитель командного Кубка мира 1990 года в составе сборной Югославии. В дальнейшем председатель Федерации тенниса Сербии.

## Спортивная карьера

### Начало карьеры
Слободан Живоинович семь раз выигрывал юниорские и молодёжные чемпионаты Югославии в разных возрастных категориях, от 12 до 21 года. В 1981 году он стал чемпионом Европы среди юношей и выиграл юношеский Открытый чемпионат Италии. В рамках этого же турнира он провёл свой первый матч на «взрослом» уровне, уступив испанскому ветерану Мануэлю Орантесу. В этом же году он впервые выступил в составе сборной Югославии в Кубке Дэвиса во встрече с командой Израиля.
В 1983 году Живоинович помог команде Югославии взять верх над испанцами в четвертьфинальном матче Европейской зоны Кубка Дэвиса, выиграв две своих игры из трёх. В итоге югославы выиграли Европейскую зону и обеспечили себе участие на будущий год в Мировой группе Кубка Дэвиса. На следующий год в Салониках, выступая в паре с местным теннисистом Георгиосом Каловелонисом, он дошёл до своего первого финала на профессиональном турнире (уровня «Челленджер»).

### Пик карьеры
В 1985 году Живоинович вошёл в число лучших теннисистов мира. В марте он одержал две победы в одиночных матчах против австралийских теннисистов, в том числе Пэта Кэша, в рамках встречи в Кубке Дэвиса (сборная Югославии, однако, проиграла со счётом 3-2), а затем в Нанси вышел в первый в карьере финал турнира Гран-при. В мае он в паре с бельгийцем Либором Пимеком вышел в полуфинал Открытого чемпионата Италии, а в июле в Бостоне, также с Пимеком, выиграл свой первый турнир Гран-при. В октябре благодаря его победам над Анри Леконтом и Янником Ноа в матче с командой Франции сборная Югославии сохранила за собой место в Мировой группе Кубка Дэвиса. В ноябре, победив последовательно 14-ю, 13-ю и вторую ракетку мира, Живоинович дошёл до полуфинала Открытого чемпионата Австралии в одиночном разряде. В итоге он закончил сезон в числе 50 лучших теннисистов мира как в одиночном, так и в парном разряде.
1986 год стал рекордным в парной карьере Живоиновича. За год он семь раз с пятью разными партнёрами доходил до финала турниров в парном разряде и три из них выиграл, включая Открытый чемпионат США, где он выступал с эквадорцем Андресом Гомесом. После этой победы он поднялся на первую строчку в рейтинге среди теннисистов, выступающих в парном разряде, и удерживал эту позицию с перерывами до середины ноября, в итоге закончив сезон на втором месте в рейтинге, сразу за Гомесом. В одиночном разряде он сначала дошёл до полуфинала на Уимблдонском турнире, уступив там первой ракетке мира Ивану Лендлу, а потом в ноябре выиграл турнир Гран-при в Хьюстоне.
В 1987 году Живоинович выиграл два турнира в парном разряде с Борисом Беккером и дважды дошёл с Гомесом до полуфинала в турнирах Большого шлема, но даже эти успехи не позволили ему остаться в десятке сильнейших. В одиночном разряде он продвинулся к октябрю до самого высокого в карьере 19 места в рейтинге, но в отдельных турнирах его результаты оставались скромными; наибольшего успеха он добился на Уимблдоне, выйдя в четвертьфинал, где уступил Джимми Коннорсу, а в четырёх турнирах Гран-При он добрался до полуфинала, каждый раз проигрывая одному из лидеров рейтинга: Ноа, Беккеру, Лендлу или Стефану Эдбергу.
В 1988 году Живоинович победил со сборной Югославии сначала индийцев, а затем итальянцев, лишь в полуфинале Кубка Дэвиса уступив команде ФРГ. В мае, по пути в финал турнира Гран-при в Форест-Хиллз (Нью-Йорк) он добился одной из редких в своей карьере побед над теннисистом из первой десятки рейтинга, обыграв Эдберга, на тот момент третью ракетку мира. В сентябре он принял участие в Олимпиаде в Сеуле, в одиночном разряде выбыв из борьбы во втором круге, а в парном проиграв с Гораном Иванишевичем в четвертьфинале будущим серебряным призёрам, испанцам Серхио Касалю и Эмилио Санчесу. В октябре он выиграл в Сиднее свой второй турнир Гран-при в одиночном разряде, а затем с Гомесом победил на Открытом чемпионате Японии, обыграв в четвертьфинале турнира свежеиспечённых олимпийских чемпионов Сегусо и Флэка.

### Завершение карьеры
В 1989 году лучшим результатом Живоиновича в одиночном разряде был выход в четвёртый круг на Уимблдоне. В парах он с Гомесом второй год подряд дошёл до финала в Токио, но на этот раз они не сумели победить. Несмотря на скромные успехи, Живоиновичу удалось сохранить за собой место в сотне сильнейших как в парном, так и в одиночном разряде. В Кубке Дэвиса он помог сборной Югославии второй год подряд выйти в полуфинал Мировой группы, принеся команде по два очка в матчах со сборными Дании и Испании (в том числе в поединке с Эмилио Санчесом). В полуфинальном матче со шведами он не участвовал, и сборная проиграла 4-1.
В феврале 1990 года в Брюсселе Живоинович завоевал свой восьмой титул в парном разряде, из которых три пришлись именно на этот турнир. В мае он со сборной Югославии выиграл командный Кубок мира в Дюссельдорфе, но травма, полученная перед этим в Сеуле, не позволила ему полноценно закончить сезон, и Уимблдонский турнир стал последним, в котором Живоинович участвовал в этом году.
В 1991 году сборная Югославии снова дошла до полуфинала Кубка Дэвиса, в частности, благодаря двум победам Живоиновича в четвертьфинальном матче со сборной Чехословакии (в одиночном разряде над Петром Кордой и в паре с Иванишевичем), но в полуфинале всухую проиграла французам. На индивидуальном уровне Живоинович в основном выступал в «челленджерах», один из которых, в Любляне, выиграл и в одиночном, и в парном разряде. Он закончил год в середине второй сотни рейтинга. В феврале следующего года он сыграл свои последние матчи в профессиональных турнирах.

## Рейтинг в конце года
| Год  | Одиночный разряд | Парный разряд |
| ---- | ---------------- | ------------- |
| 1991 | 141              | 164           |
| 1990 | 304              | 119           |
| 1989 | 76               | 40            |
| 1988 | 31               | 62            |
| 1987 | 22               | 14            |
| 1986 | 40               | 2             |
| 1985 | 35               | 38            |
| 1984 | 114              | 226           |

## Участие в финалах турниров за карьеру (19)

### Одиночный разряд (4)

#### Победы (2)
| №  | Дата        | Турнир                     | Покрытие | Соперник в финале | Счёт в финале  |
| -- | ----------- | -------------------------- | -------- | ----------------- | -------------- |
| 1. | 17 ноя 1986 | Хьюстон, США               | Ковёр    | Скотт Дэвис       | 6-1, 4-6, 6-3  |
| 2. | 10 окт 1988 | Australian Indoors, Сидней | Хард (i) | Ричард Матушевски | 7-68, 6-3, 6-4 |

#### Поражения (2)
| №  | Дата        | Турнир         | Покрытие | Соперник в финале | Счёт в финале |
| -- | ----------- | -------------- | -------- | ----------------- | ------------- |
| 1. | 18 мар 1985 | Нанси, Франция | Хард     | Тим Уилкисон      | 6-4, 6-7, 7-9 |
| 2. | 2 мая 1988  | Нью-Йорк, США  | Грунт    | Андре Агасси      | 5-7, 6-7, 6-7 |

### Парный разряд (14)

#### Победы (8)
| №  | Дата        | Турнир                                             | Покрытие | Партнёр       | Соперники в финале            | Счёт в финале           |
| -- | ----------- | -------------------------------------------------- | -------- | ------------- | ----------------------------- | ----------------------- |
| 1. | 8 июл 1985  | Чемпионат США среди профессионалов, Бостон         | Хард     | Либор Пимек   | Питер Макнамара Пол Макнами   | 2-6, 6-4, 7-6           |
| 2. | 17 мар 1986 | Брюссель, Бельгия                                  | Ковёр    | Борис Беккер  | Джон Фицджеральд Томаш Шмид   | 7-6, 7-5                |
| 3. | 24 мар 1986 | ABN World Tennis Tournament, Роттердам, Нидерланды | Ковёр    | Стефан Эдберг | Мэтт Митчелл Войцех Фибак     | 2-6, 6-3, 6-2           |
| 4. | 26 авг 1986 | Открытый чемпионат США, Нью-Йорк                   | Хард     | Андрес Гомес  | Матс Виландер Йоаким Нюстрём  | 4-6, 6-3, 6-3, 4-6, 6-3 |
| 5. | 23 мар 1987 | Брюссель (2)                                       | Ковёр    | Борис Беккер  | Майк Лич Чип Хупер            | 7-6, 7-6                |
| 6. | 30 мар 1987 | Fila Trophy, Милан, Италия                         | Ковёр    | Борис Беккер  | Серхио Касаль Эмилио Санчес   | 3-6, 6-3, 6-4           |
| 7. | 8 окт 1988  | Seiko Super Tennis, Токио, Япония                  | Ковёр    | Андрес Гомес  | Борис Беккер Эрик Елен        | 7-5, 5-7, 6-3           |
| 8. | 12 фев 1990 | Брюссель (3)                                       | Ковёр    | Эмилио Санчес | Горан Иванишевич Балаж Тароци | 7-5, 6-3                |

#### Поражения (6)
| №  | Дата        | Турнир                                                | Покрытие | Партнёр      | Соперники в финале              | Счёт в финале |
| -- | ----------- | ----------------------------------------------------- | -------- | ------------ | ------------------------------- | ------------- |
| 1. | 11 ноя 1985 | Benson & Hedges Championships, Лондон, Великобритания | Ковёр    | Борис Беккер | Ги Форже Андерс Яррид           | 5-7, 6-4, 5-7 |
| 2. | 5 мая 1986  | Нью-Йорк, США                                         | Грунт    | Борис Беккер | Ханс Гильдемайстер Андрес Гомес | 6-7, 6-7      |
| 3. | 11 авг 1986 | Открытый чемпионат Канады, Торонто                    | Хард     | Борис Беккер | Майк Лич Чип Хупер              | 7-6, 3-6, 3-6 |
| 4. | 20 окт 1986 | CA-Tennis Trophy, Вена, Австрия                       | Хард     | Брэд Гилберт | Рикардо Асиоли Войцех Фибак     | без игры      |
| 5. | 3 ноя 1986  | Открытый чемпионат Стокгольма                         | Хард     | Пэт Кэш      | Шервуд Стюарт Ким Уорик         | 4-6, 4-6      |
| 6. | 17 окт 1989 | Seiko Super Tennis, Токио, Япония                     | Ковёр    | Андрес Гомес | Кевин Каррен Дэвид Пейт         | 6-4, 3-6, 6-7 |

### Командные турниры (1)
Победа (1)
| Год  | Турнир               | Команда                                     | Соперник в финале                              | Счёт в финале |
| ---- | -------------------- | ------------------------------------------- | ---------------------------------------------- | ------------- |
| 1990 | Командный Кубок мира | СФРЮ С. Живоинович, Г. Иванишевич, Г. Прпич | США · Б. Гилберт, Д. Курье, Р. Сегусо, К. Флэк | 3-0           |

## Статистика участия в центральных турнирах за карьеру

### Одиночный разряд
| Турнир                       | 1983 | 1984 | 1985 | 1986 | 1987 | 1988 | 1989 | 1990 | 1991 | Итого |
| ---------------------------- | ---- | ---- | ---- | ---- | ---- | ---- | ---- | ---- | ---- | ----- |
| Открытый чемпионат Австралии | НУ   | НУ   | 1/2  | -    | 3К   | 3К   | 2К   | НУ   | НУ   | 0 / 4 |
| Открытый чемпионат Франции   | 1К   | 2К   | 2К   | 1К   | 1К   | 3К   | 1К   | 1К   | НУ   | 0 / 8 |
| Уимблдонский турнир          | НУ   | НУ   | 2К   | 1/2  | 1/4  | 4К   | 4К   | 1К   | 1К   | 0 / 7 |
| Открытый чемпионат США       | НУ   | НУ   | 1К   | 1К   | 3К   | НУ   | 1К   | НУ   | НУ   | 0 / 4 |
| Олимпийские игры             | -    | -    | -    | -    | -    | 2К   | -    | -    | -    | 0 / 1 |

### Парный разряд
| Турнир                       | 1985 | 1986 | 1987 | 1988 | 1989 | 1990 | 1991 | 1992 | Итого |
| ---------------------------- | ---- | ---- | ---- | ---- | ---- | ---- | ---- | ---- | ----- |
| Открытый чемпионат Австралии | 1/4  | НУ   | 3К   | 3К   | 2К   | 2К   | 1К   | 1К   | 0 / 7 |
| Открытый чемпионат Франции   | 1К   | НУ   | НУ   | НУ   | 1К   | НУ   | 1К   | НУ   | 0 / 3 |
| Уимблдонский турнир          | 1К   | НУ   | 1/2  | 2К   | НУ   | НУ   | НУ   | НУ   | 0 / 3 |
| Открытый чемпионат США       | 2К   | П    | 1/2  | НУ   | 1К   | НУ   | НУ   | НУ   | 1 / 4 |
| Олимпийские игры             | -    | -    | -    | 1/4  | -    | -    | -    | НУ   | 0 / 1 |

## Личная жизнь
В 1991 году Слободан Живоинович развёлся с женой, Зорицей Десницей, в 1985 году родившей от него сына Филипа (в дальнейшем участника турниров Международной федерации тенниса ITF), и женился на популярной певице в жанре поп-фолк Лепе Брене. В этом браке у него родились ещё два сына, Стефан и Виктор. В 2000 году Стефан был похищен бандитами и возвращён через шесть дней за выкуп в размере 1,1 миллиона долларов. После этого Живоинович заявлял о намерении покинуть страну.
Впоследствии Слободан Живоинович был избран председателем Федерации тенниса Сербии.